# Supercoupe des Pays-Bas féminine de football
La Supercoupe des Pays-Bas de football féminin, en néerlandais Nederlandse supercup vrouwenvoetbal, est une compétition de football féminin opposant le champion des Pays-Bas au vainqueur de la Coupe des Pays-Bas.

## Palmarès

### Bilan par saison
| Édition        | Vainqueur                                          | Score                                              | Finaliste                                          |
| -------------- | -------------------------------------------------- | -------------------------------------------------- | -------------------------------------------------- |
| 2004           | Ter Leede                                          | 0 - 0 (5-4 tab)                                    | SV Saestum                                         |
| 2005           | SV Saestum                                         | 8 - 0                                              | Oranje Nassau (nl)                                 |
| 2006           | SV Saestum                                         | 2 - 1                                              | SV Fortuna Wormerveer                              |
| 2007           | Ter Leede                                          | 3 - 0                                              | RVVH (nl)                                          |
| de 2008 à 2009 | non disputée                                       | non disputée                                       | non disputée                                       |
| 2010           | FC Utrecht                                         | 3 - 1 ap                                           | AZ Alkmaar                                         |
| de 2011 à 2012 | non disputée (mais remplacée par la BeNe Supercup) | non disputée (mais remplacée par la BeNe Supercup) | non disputée (mais remplacée par la BeNe Supercup) |
| de 2013 à 2021 | non disputée                                       | non disputée                                       | non disputée                                       |
| 2022           | FC Twente                                          | 3 - 2                                              | Ajax Amsterdam                                     |
| 2023           | FC Twente                                          | 5 - 2                                              | Ajax Amsterdam                                     |
| 2024           | FC Twente                                          | 6 - 1                                              | Ajax Amsterdam                                     |

### Bilan par club
| Club                  | Titres |
| --------------------- | ------ |
| FC Twente             | 3      |
| Ter Leede, SV Saestum | 2      |
| FC Utrecht            | 1      |